# Gigi Gryce Clifford Brown Sextet
| Recensione | Giudizio |
| ---------- | -------- |
| AllMusic   |          |

Gigi Gryce Clifford Brown Sextet è un album a nome Gigi Gryce Clifford Brown Sextet, pubblicato dalla casa discografica Blue Note Records nel 1954.

## Tracce

### LP
Lato A
1. Baby – 5:43 (Gigi Gryce)
2. Minority – 5:25 (Gigi Gryce)

Lato B
1. Salute the Band Box – 5:42 (Gigi Gryce)
2. Strictly Romantic – 4:16 (Gigi Gryce)

- Durata brani ricavati dal CD pubblicato nel 1999 dalla Disques Vogue (BVCJ-37033)

## Musicisti
- Gigi Gryce – sassofono alto
- Clifford Brown – tromba
- Jimmy Gourley – chitarra (brani: Minority e Salute to the Band Box)
- Henri Renaud – piano
- Pierre Michelot – contrabbasso
- Jean-Louis Viale – batteria

Note aggiuntive
- Gil Mellé – design copertina album originale
- Francis Wolff – foto copertina album originale